# Antioxydant
« Antioxygène » redirige ici. Ne pas confondre avec Antioxygène (antimatière).
Pour l’article ayant un titre homophone, voir Antioccident.
Pour les articles homonymes, voir AOX.
 (novembre 2017).
Si vous disposez d'ouvrages ou d'articles de référence ou si vous connaissez des sites web de qualité traitant du thème abordé ici, merci de compléter l'article en donnant les références utiles à sa vérifiabilité et en les liant à la section « Notes et références ».

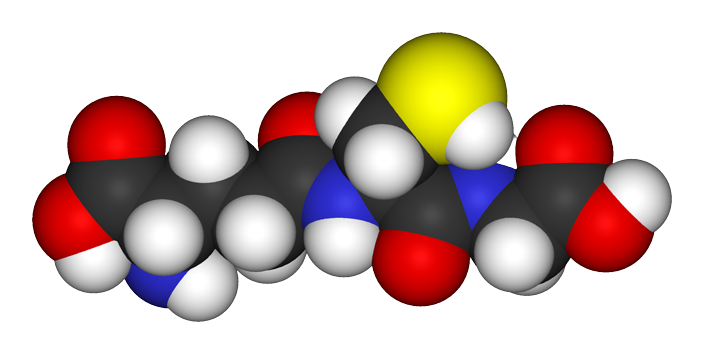
Modèle spatial de la molécule du glutathion. La sphère jaune représente l'atome réducteur de soufre qui apporte la fonction antioxydante. Les sphères rouges, bleues, blanches et grises représentent respectivement les atomes d'oxygène, d'azote, d'hydrogène et de carbone.

Un antioxydant (AOX) est une molécule qui ralentit ou empêche l'oxydation d'autres substances chimiques à leur contact.
L'oxydation fait partie d'une réaction d'oxydoréduction qui transfère des électrons d'une substance vers un agent oxydant. Cette réaction peut produire des radicaux qui entraînent des réactions en chaîne destructrices. Les antioxydants sont capables d'arrêter ces réactions en chaîne en se réduisant avec les radicaux et annihilant ainsi leur action. Ces propriétés se trouvent beaucoup dans les familles des thiols et des phénols.
La plupart des êtres vivants ont besoin de dioxygène pour assurer leur existence, mais l'oxygène peut produire des radicaux libres (aussi appelés « espèces réactives de l'oxygène » (ROS, pour reactive oxygen species) qui sont toxiques pour l'intégrité des cellules, notamment au niveau des mitochondries. Les organismes possèdent cependant un système d'antioxydants et d'enzymes qui agissent ensemble pour protéger les composants des cellules comme l'ADN, les lipides et les protéines.
Dans les années 1990, d'importantes études scientifiques sur les antioxydants ont donné des résultats encourageants. Il s'est ensuivi une promotion médiatique effrénée des aliments contenant des antioxydants, et l'explosion des ventes d'antioxydants en complément alimentaire. Les résultats des études suivantes, portant notamment sur des compléments alimentaires, ont été plus contrastés. En 2017, la consommation de fruits et légumes est recommandée, mais celle de compléments alimentaires ne l'est pas.
Les antioxydants sont largement utilisés par l'industrie comme conservateurs pour les aliments, les cosmétiques, ou encore pour préserver le caoutchouc ou l'essence.

## Histoire
Le terme « antioxydant » (on dit parfois antioxygène) était à l'origine utilisé pour désigner les substances chimiques qui empêchent les réactions avec l'oxygène. À la fin du XIXe siècle et au début du XXe siècle, les propriétés des antioxydants ont été largement étudiées pour leur utilisation dans les procédés industriels, notamment la vulcanisation du caoutchouc et la polymérisation des carburants dans les moteurs à explosion, ainsi que pour réduire par exemple la corrosion des métaux.

## Biologie
Bien que les réactions d'oxydation soient nécessaires à la vie, elles peuvent aussi être destructrices : les plantes et les animaux utilisent et produisent de nombreux antioxydants pour se protéger, tels le glutathion, la vitamine C et la vitamine E, ou des enzymes telles la catalase, la superoxyde dismutase et certaines peroxydases. Une déficience ou une absence de production d'enzymes antioxydantes entraîne un stress oxydatif pouvant endommager ou détruire les cellules. De même, notre organisme est capable de produire, à partir de l'acide aminé cystéine, un antioxydant puissant, l'acide α-lipoïque, encore appelé lipoate.
Les premières recherches biologiques sur les antioxydants concernèrent la diminution de l'oxydation des acides gras insaturés, cause du rancissement. L'activité antioxydante était facilement mesurée en enfermant des corps gras dans des récipients hermétiques avec de l'oxygène, puis en vérifiant le taux d'absorption de ce dernier. Cependant, ce n'est qu'avec l'identification des vitamines A, C et E qu'est apparue l'importance des antioxydants dans la biochimie des organismes vivants.
Le stress oxydatif correspond à un déséquilibre entre les défenses oxydantes de l'organisme et les espèces pro-oxydantes en faveur de ces derniers ; le stress oxydatif été mis en cause dans la pathogénèse de nombreuses maladies humaines, l'utilisation des antioxydants en pharmacologie est donc beaucoup étudiée pour traiter notamment les accidents vasculaires cérébraux et les maladies neurodégénératives. Toutefois, on ne sait pas encore si le stress oxydatif est la cause ou la conséquence de ces maladies. Des études suggèrent que les compléments d'antioxydants sont bénéfiques à la santé, mais de larges études cliniques ne leur ont pas trouvé d'avantages particuliers et ont même retrouvé qu'un excès de suppléments (ou compléments) en antioxydants pouvait parfois avoir des effets négatifs.
Les mécanismes possibles des antioxydants ont été étudiés à partir du moment où l'on a compris qu'une substance antioxydante devait être elle-même facilement oxydable. Les recherches sur l'action de la vitamine E dans la limitation de l'oxydation des lipides ont démontré son rôle dans l'élimination des molécules contenant un atome d'oxygène actif avant que ces derniers n'attaquent les cellules[réf. nécessaire].

## Usages
Les antioxydants sont utilisés :
- dans la recherche médicale, neurosciences et biotechnologies, l'étude du cerveau.
- dans l'industrie agroalimentaire — par exemple pour éviter le rancissement des corps gras ;
- dans l'industrie chimique — par exemple pour éviter le durcissement du caoutchouc — ou en métallurgie, pour protéger les métaux de l'oxydation ;
- en teinturerie — par exemple pour éviter l'oxydation des colorants au soufre ou des colorants de cuve lors de la teinture.

## Antioxydants et santé
De nombreuses études ont tenté d'étudier l'impact de la prise de suppléments alimentaires d'antioxydants dans la prévention de différentes maladies. Les résultats de ces études sont discordants. Toutefois, les études épidémiologiques montrent que les apports alimentaires et les concentrations circulantes plus élevées d'antioxydants sont associés à un risque plus faible de mortalité toutes causes confondues.

### Méta-analyse JAMA 2007
Une équipe danoise et serbe a publié en février 2007 une méta-analyse, réactualisée en 2008, de tous les essais randomisés utilisant des antioxydants en prévention primaire et secondaire.
Toutes les études randomisées chez les adultes comparant le β-carotène, la vitamine A, la vitamine C, la vitamine E ou le sélénium, soit de manière isolée ou combinée à un placebo ou à l’absence d’intervention ont été incluses dans cette analyse ce qui représente soixante-treize études randomisées portant sur 232 606 participants.
Les résultats de cette méta-analyse ne montrent pas d'effet significatif des suppléments antioxydants sur la mortalité (risque relatif RR = 1,02, IC de 95 % = 0,98-1,06). Les analyses en méta-régression multivariée ont montré que les études ayant de faibles biais et le sélénium (RR = 0,998, IC 95 % = 0,997-0,9995) étaient significativement associées à la mortalité. Dans quarante-sept des études à faible biais portant sur 180 938 participants, les suppléments par antioxydants augmentaient de façon significative la mortalité (RR = 1,05, IC 95 % = 1,02-1,08). Après exclusion des essais portant sur le sélénium, le β-carotène au-dessus de 10 mg (RR = 1,07, IC = 1,02-1,11), la vitamine A au-dessus de 800 µg (RR = 1,16, IC = 1,10-1,24) et la vitamine E au-dessus de 15 mg (RR = 1,04, IC = 1,01-1,07) de façon isolée ou combinée augmentaient de façon significative la mortalité.
Les auteurs concluent donc que :
- les suppléments en antioxydants n'avaient pas d'effet significatif sur la mortalité ;
- une supplémentation avec le β-carotène, la vitamine A et la vitamine E augmentait la mortalité ;
- les effets de la vitamine C et du sélénium sur la mortalité ne pouvaient être déterminés par l'étude et nécessitaient des investigations complémentaires.

### Étude SU.VI.MAX
Dès les années 1980, on envisagea une relation entre la consommation de fruits et légumes et un effet protecteur contre la cancérogenèse. Cette hypothèse, inspirée notamment par les effets bénéfiques du régime méditerranéen (plus précisément du régime crétois), ayant été confirmée par une vingtaine d'études, on supposa que l'effet antioxydant de certains aliments en était à l'origine.
Commencée en 1994, l'étude française SU.VI.MAX, (pour suppléments en vitamines et minéraux antioxydants) a suivi pendant huit ans près de 13 000 adultes âgés de 35 à 60 ans afin de déterminer l'efficacité d'une supplémentation journalière en vitamines antioxydantes (vitamine C, 120 mg, vitamine E, 30 mg, et β-carotène, 6 mg) et en minéraux (sélénium, 100 µg, et zinc, 20 mg) à doses nutritionnelles, dans la réduction des principales causes de mortalité précoce (cancers et maladies cardiovasculaires). Ses résultats montrent que l'apport d'antioxydants, à des doses comparables à celles d'une alimentation saine, font baisser de plus de 30 % le risque de cancer et la mortalité des hommes. En revanche, aucune différence n'a pu être mise en évidence chez les femmes, peut-être parce qu'elles consomment plus de fruits et légumes que les hommes ou qu'elles fument moins.
Ces résultats incitent à manger beaucoup de fruits et légumes, sources d'antioxydants mais aussi de sels minéraux et de vitamines. On a estimé que 9 % des cancers pourraient être évités en France grâce à une consommation quotidienne de cinq portions de fruits et légumes, une portion correspondant à un gros fruit, 100 g de crudités ou 200 g de légumes cuits.
Les résultats discordants pourraient s'expliquer par l'origine de l'antioxydant : les formes chimiques naturelles, qui existent dans la nature (aliments) seraient les seules efficaces. Un excès d'antioxydants, notamment synthétiques, serait nocif. Prenant l'exemple de la vitamine E, généralement proposées dans les suppléments sous la forme d'α-tocophérol, on constate que dans la nature, elle est plus souvent sous la forme de β-tocotriénol. D'où les biais possibles dans les études.

### Mode de fonctionnement supposé
L'apparition de certains cancers est liée à la modification d'un gène suppresseur de tumeurs, et dans plus de 50 % des cas à une mutation du gène codant la protéine p53,. Les antioxydants interagissent dans le processus d'activation de ladite protéine dans la cellule, qui est liée à la signalisation dans le mécanisme d'apoptose. Les antioxydants pourraient ainsi avoir un rôle anti-cancérigène, en tant qu'activateurs de la protéine p53 ou pro-cancérigènes, dans le cas d'un cancer déjà déclaré.

## Antioxydants dans l'alimentation
Les antioxydants les plus connus sont le β-carotène (provitamines A), l'acide ascorbique (vitamine C), le tocophérol (vitamine E), les polyphénols et le lycopène. Ceux-ci incluent les flavonoïdes (très répandus parmi les végétaux), les tanins (dans le cacao, le café, le thé, le raisin, etc.), les anthocyanes (notamment dans les fruits rouges) et les acides phénoliques (dans les céréales, les fruits et les légumes).
Sous forme réduite, le glutathion (protéine, très présente dans la levure de bière par exemple) est l'un des antioxydants les plus actifs dans nos cellules. Il est plus bioassimilable dans l'intestin s'il est lié à la vitamine C, notamment à la vitamine C liposomale qui neutralise sa charge en le rendant absorbable par l'intestin.

### Exemple du thé
| Antioxydants du thé (% m.s.) |          |          |
| Constituant                  | Thé vert | Thé noir |
| Catéchines                   | 30 - 42  | 3 - 10   |
| Théaflavines                 | 0        | 2 - 6    |
| Polyphénols simples          | 2        | 3        |
| Flavonols                    | 2        | 1        |
| Autres polyphénols           | 6        | 23       |
| Théanine                     | 3        | 3        |
| Caféine                      | 3 - 6    | 3 - 6    |

### Fruits riches en antioxydants
Les fruits contiennent beaucoup d'antioxydants, notamment ceux dits rouges, tels les airelles, et ceux bleu foncé, tels l'aronia du fait de la présence conjuguée de vitamine C et de polyphénols. Le « pouvoir antioxydant » d'un aliment, c'est-à-dire sa capacité de résister à l'oxydation, s'exprime en unités ORAC (Oxygen Radical Absorbance Capacity, cette valeur mesure la capacité de l'aliment à neutraliser le radical peroxyle) :
| Activité antioxydante ORAC de diverses plantes, d'après USDA |                                          |                            |
| Partie consommée                                             | Plante (nom scientifique)                | ORAC moyen (μmol TE/100 g) |
| Rhus                                                         | Rhus                                     | 312 400                    |
| Curcuma                                                      | Curcuma                                  | 127 068                    |
| Noix, amande de noyer commun                                 | Juglans regia                            | 13 541                     |
| Artichaut, fond cru                                          | Cynara scolymus                          | 6 552                      |
| Prune fraîche                                                | Prunus domestica                         | 6 100                      |
| Vin rouge de cabernet sauvignon                              | Vitis vinifera                           | 4 523                      |
| Grenade fraîche                                              | Punica granatum                          | 4 479                      |
| Fraise fraîche                                               | Fragaria × ananassa                      | 4 302                      |
| Pomme granny smith, fraîche, avec la peau                    | Malus pumila                             | 3 898                      |
| Goji                                                         | Lycium barbarum                          | 3 290                      |
| Chou rouge, bouilli                                          | Brassica oleracea var. capitata f. rubra | 3 145                      |
| Thé vert, feuilles infusées                                  | Camellia sinensis                        | 1 253                      |

La canneberge contient aussi un taux très considérable d'antioxydants ORAC (indice) avec 9 584 unités pour 100 g.
Il convient d'ajouter à cette liste de fruits les espèces les plus riches, à l'instar de la tomate, en lycopène (tétraterpène, pigment liposoluble rouge et puissant antioxydant de la famille des caroténoïdes), à savoir : la pastèque, la goyave, la papaye, etc., qui se rangent parmi les fruits ayant la plus forte concentration d'antioxydants.
Le mangoustan — fruit du mangoustanier — est réputé contenir de puissants antioxydants naturels, dont au moins 40 xanthones. L'écorce du fruit contient notamment des vitamines, des catéchines, des stilbènes et des xanthones, dont l'α-mangoustin.
La myrtille : très riche en vitamine C, E et en fibres comme la fraise, la framboise et la mûre.
La prune : présence de polyphénols et de vitamine C, le pruneau : riche en vitamines A et E.
L’avocat : très riche en vitamine E.
L’orange, le kiwi : très riches en vitamine C.

### Légumes riches en antioxydants
Les aliments végétaux représentent nos principaux apports d'antioxydants, certains fruits et légumes sont particulièrement riches en antioxydants, on attribue le caractère antioxydant de ces aliments à leur riche teneur en vitamine C, caroténoïdes (dont les lycopènes), flavonoïdes, composés phénoliques, terpénoïdes et resvératrol.
Les épinards : très riches en vitamine B9 et en calcium, le brocoli : concentré de vitamines A, B, C, E, tout comme le chou vert et le chou de Bruxelles, la betterave : riche en vitamine A, B6 et B9 et C.
L'ail : très riche en antioxydants, dans l'Antiquité, il était considéré comme un médicament.
À noter que même certaines épices comme le clou de girofle et la cannelle ainsi que certaines herbes comme l’origan et le persil sont aussi très riches en antioxydants.
Lors de la cuisson, certains antioxydants tels que la vitamine C sont inactivés, alors que d'autres se transforment pour devenir plus actifs ou plus facilement absorbables par le système digestif. C'est le cas des lycopènes de la tomate. En effet, la cuisson de la tomate augmente la quantité de lycopène biodisponible, la chaleur le libérant des cellules de la tomate. Ainsi, il y a environ quatre fois plus de lycopène biodisponible dans la sauce tomate que dans la tomate fraîche[réf. souhaitée].

### Produits dérivés riches en antioxydants
Le sirop d'érable, un produit dérivé de la sève de l'érable, contient plus de vingt antioxydants.
Le vin rouge est riche en polyphénols (en particulier resvératrol, procyanidines).
Le chocolat noir a un indice ORAC proche de 13 000, ce qui le classe parmi les plus importantes sources d'antioxydants.

### Famille d'additifs antioxydants
Les nombreux additifs antioxydants utilisés dans l'industrie agroalimentaire se répartissent en huit familles :
- acide ascorbique ou vitamine C (E300), ascorbates de sodium (E301), de calcium (E302), acide diacétyl 5-6-1-ascorbique (E303), acide palmityl 6-1-ascorbique (E304) ;
- acide citrique (E330), citrates de sodium (E331), de potassium (E332) et de calcium (E333) ;
- acide tartrique (E334), tartrates de sodium (E335), potassium (E336) et de sodium et de potassium (E337) ;
- butylhydroxyanisol (E320) et butylhydroxytoluol (E321) ;
- gallates d'octyle (E311) ou de dodécyle (E312) ;
- lactates de sodium (E325), de potassium (E326) ou de calcium (E327) ;
- lécithines (E322) ;
- tocophérols naturels (E306), α-tocophérol de synthèse (E307), γ-tocophérol de synthèse (E308) et δ-tocophérol de synthèse (E309), l'ensemble des tocophérols constituant la vitamine E.